# Elmaz Abinader
Pour les articles homonymes, voir Abinader.
Elmaz Abinader (née en 1954 en Pennsylvanie) est une auteure arabo-américaine, poétesse, interprète, professeure d'anglais au Mills College et cofondatrice de la Voices of Our Nation Arts Foundation (VONA). Elle est d'origine libanaise. En 2000, elle a reçu le PEN Oakland/Josephine Miles Literary Award pour son recueil de poésie In the Country of my Dreams.

## Biographie
Née dans une petite communauté minière du sud-ouest de la Pennsylvanie, elle y vit avec ses parents et ses cinq frères et sœurs dans un foyer fortement enraciné dans la tradition libanaise. Elle passe son enfance à aider dans son magasin familial, à fréquenter l'église catholique deux fois par jour et à se concentrer sur sa scolarité. Elle, ainsi que ses frères et sœurs ont été confrontés à des obstacles en raison de leur origine ethnique.
En 1974 Abinader obtient son baccalauréat en écriture et communication de l'Université de Pittsburgh. C'est à cette époque qu'elle embrasse son héritage et écrit sur l'histoire de sa famille. Elle obtient ensuite son Master of Fine Arts en poésie à l'Université Columbia, School of the Arts Poetry Writing, en 1978. En 1985, elle termine son programme de Fiction and Non-fiction Writing, en anglais, dans le cadre de son doctorat à l'Université du Nebraska, où elle a par ailleurs enseigné l'anglais et l'écriture créative.

## Œuvres
Le premier livre d'Abinader, Children of the Roojme: A Family's Journey from Lebanon (Norton, 1991, Université du Wisconsin, 1997), a été publié en 1997,. Ce livre évoque trois générations de Libanais et les difficultés liées au fait de trouver un chez-soi loin de leur pays. Sa deuxième publication, Au pays de mes rêves..., est un recueil de poésie axé sur la dislocation et ses diverses formes. Cette collection a remporté le PEN Oakland/Josephine Miles Literary Award for Multi-cultural Poetry en 2000 et un Goldies Award for Literature. Parallèlement à ses livres, elle a écrit et joué dans plusieurs pièces solo : Under The Ramadan Moon, Country of Origin, 32 Mohammeds, Voices From the Siege et The Torture Quartet. Sa pièce Country of Origin a été jouée au Kennedy Center en 2009.
En 1999, elle cofonde The Voices of our Nations Arts Foundation (VONA), qui organise des ateliers pour les écrivains de couleur, pendant l'été à l'Université de Californie à Berkeley. Abinader enseigne actuellement l'écriture créative au Mills College.

### Children of the Roojme: A Family's Journey from Lebanon
Abinader raconte l'émigration de sa grand-mère qui a quitté le Liban, alors sous domination ottomane, pour les États-Unis. Elle raconte ensuite la vie de sa mère, qui doit faire le trajet inverse : en effet, sa famille l'envoie des États-Unis au Liban à l'âge de vingt et un ans où elle doit faire un mariage traditionnel. Selon la critique Salwa Essayah Cherif, « À travers l'histoire de ses proches et le récit de leur voyage, Abinader brise le stéréotype orientaliste de la femme, mais justifie également ses proches accablés en dénonçant l'oppression dont ils sont victimes ». Selon le Journal of American Ethnic History, Children of the Roojme « raconte une histoire de drame familial, de trahison, d'angoisse, de maladie et de mort »,.

### Country of Origin
Sa pièce Country of Origin retrace la vie de trois Arabo-américaines. Abinader joue les trois rôles, ceux d'une grand-mère, d'une mère et son propre personnage de jeune fille. Cette pièce a reçu plusieurs prix.

## Liste d'œuvres

### Livres
- Cette maison, mes os, Willow Books, 2014.
- Au pays de mes rêves..., éditions du Guerrier soufi, 1999[8].
- The Children of the Roojme, a Family's Journey from Lebanon, Madison, University of Wisconsin Press, 1997.
- Les Enfants du Roojme, le voyage d'une famille, New York, W. W. Norton & Company, 1991.

## Prix et récompenses
- 2007 : Arts Fellowship, Silicon Valley Arts Council, Fiction[9]
- 2002 : Goldies Award, San Francisco Bay Guardian Recognition in Arts[9]
- 2000 : Prix littéraire PEN Oakland/Josephine Miles, poésie[10]
- 1999 : Drammy, Oregon's Drama Award, pour le Pays de mes rêves[11], à l'IFCC